# Upplands runinskrifter 508
Upplands runinskrifter 508 är en vikingatida runsten av granit i Gillberga, Lövstalund, Kårsta socken och Vallentuna kommun. Runstenen är 1,5 meter hög och 1,1 meter bred. Runhöjden är 8-9 centimeter. Ristningens övre del föreställer ett huvud med hjälm. Någon liknande motsvarande ristning saknas på samtida ristningar i Uppland. Viss likhet finns emellertid med de tre sörmländska stenarna Sö 112, Sö 167 och Sö 367.
U 508 är ovanligt nog rest av två kvinnor, Ingelög och Åfrid. De har rest den till minne av sin far.

## Inskriften
Translitterering av runraden:
ikiluk × uk × afriþ × þaʀ × litu × risa × stin × þina + iftiʀ × -a--bi-rn faþur × sin × kuþan × uk × ragni × þu × biku × i × l----
Normalisering till runsvenska:
Ingilaug ok Afriðr þaʀ letu ræisa stæin þenna æftiʀ ...bi[o]rn, faður sinn goðan, ok ʀagni. Þau byggu i ...
Översättning till nusvenska:
Ingelög och Åfrid de läto resa denna sten till minne av ... -björn, sin gode fader, och Ragne. De bodde i ...